# ناحیه ولی، میشیگان
ناحیه ولی، میشیگان (به انگلیسی: Valley Township, Michigan) یک سکونتگاه مسکونی در ایالات متحده آمریکا است که در شهرستان آلگان، میشیگان واقع شده‌است.

## خصوصیات
ناحیه ولی ۹۳٫۲ کیلومترمربع مساحت و ۲٬۰۱۸ نفر جمعیت دارد و ۲۰۱ متر بالاتر از سطح دریا واقع شده‌است.